# Tiselj
Tiselj je priimek več znanih Slovencev:
- Anton Tiselj, lesar, gospodarstvenik (Javor Pivka)
- Avgust Tiselj?, telovadec
- Iztok Tiselj, jedrski fizik (IJS)
- Tanja Tiselj, novinarka
- Tone Tiselj (*1961), rokometni trener